# Wildings
Wildings war ein Dorf in Niederösterreich, das heute verfallen auf dem Gebiet des Truppenübungsplatzes Allentsteig im Gebiet der Gemeinde Zwettl liegt.

## Geschichte
Der Ort wird als Wildungs, Siedlung eines Mannes mit dem Namen Wildung, bereits 1344 genannt, als er dem Kloster Zwettl zur Errichtung eines Altars geschenkt wird. Das um einen dreieckförmigen Anger angelegte Wildings gehörte bis zur Aussiedlung zur Pfarre Groß-Globnitz, bestand 1822 aus 14 Häusern und zählte 1868 101 Einwohner. Am 20. Juli 1863 brannten bei einem Großfeuer dreizehn der damals 16 Häuser des Dorfs sowie Nebengebäude und Scheunen nieder; 26 Rinder, 25 Schweine, 32 Schafe und ein Pferd verendeten.
Laut Adressbuch von Österreich waren im Jahr 1938 in Wildings ein Schuster zahlreiche Landwirte ansässig. Als der Ort zur Errichtung eines Schießplatzes Wildings zwangsentsiedelt wurde, umfasste er 21 Häuser. Der Ortsname lebt heute nur noch in der Bezeichnung für die Schießbahn fort.
Die Kapelle stammte aus dem vorigen Jahrhundert (1867) und war ein mit Giebeltürmchen versehener Ziegelbau, dessen Längsseiten je zwei rundbogige  Fenster hatten. „1984 war die Lage der Kapelle Wildings noch eindeutig feststellbar, vor dem Eingang zwei Linden, keine Mauerreste sichtbar, jedoch Erdaufwurf an der Apsisseite.“

## Bodennutzung
Die Katastralgemeinde ist landwirtschaftlich geprägt. 148 Hektar wurden zum Jahreswechsel 1979/1980 landwirtschaftlich genutzt und 59 Hektar waren forstwirtschaftlich geführte Waldflächen. 1999/2000 wurde auf 223 Hektar Landwirtschaft betrieben und 71 Hektar waren als forstwirtschaftlich genutzte Flächen ausgewiesen. Ende 2018 waren 125 Hektar als landwirtschaftliche Flächen genutzt und Forstwirtschaft wurde auf 73 Hektar betrieben. Die durchschnittliche Bodenklimazahl von Wildings beträgt 17,6 (Stand 2010).